# 28. Festiwal Polskich Filmów Fabularnych w Gdyni
28. Festiwal Polskich Filmów Fabularnych odbył się w 2003 w Gdyni.

## Laureaci

### Konkurs Główny
Złote Lwy dla najlepszego filmu: Warszawa, reż. Dariusz Gajewski
Złote Lwy dla producenta najlepszego filmu: Telewizja Polska S.A. – Agencja Filmowa, Studio Filmowe im. Karola Irzykowskiego
Nagroda Specjalna Jury: Zmruż oczy, reż. Andrzej Jakimowski
Nagrody Indywidualne
- scenografia: Ewa Jakimowska Zmruż oczy
- reżyseria: Dariusz Gajewski Warszawa
- scenariusz: Dariusz Gajewski, Mateusz Bednarkiewicz Warszawa
- debiut reżyserski: Andrzej Jakimowski Zmruż oczy
- pierwszoplanowa rola kobieca: Katarzyna Figura Ubu król
- pierwszoplanowa rola męska: Krzysztof Majchrzak Pornografia
- zdjęcia: Adam Bajerski, Paweł Śmietanka Zmruż oczy
- muzyka: Zygmunt Konieczny Pornografia
- drugoplanowa rola kobieca: Dominika Ostałowska Warszawa
- drugoplanowa rola męska: Jan Frycz Pornografia
- dźwięk: Bertrand Come, Katarzyna Dzida-Hamela, Jacek Hamela, Herve Buirette Pornografia
- montaż: Jarosław Barzan Warszawa
- kostiumy: Katarzyna Bartel, Ola Staszko Zmruż oczy

Nagrody pozaregulaminowe
Nagroda dla najlepszego filmu komediowego ufundowana przez Video Studio Gdańsk: Jak to się robi z dziewczynami, reż. Przemysław Angerman
Nagroda Stowarzyszenia Filmowców Polskich za twórcze przedstawienie rzeczywistości: Warszawa, reż. Dariusz Gajewski
Nagroda Prezydenta Miasta Gdyni za debiut aktorski: Radek Kaim Jak to się robi z dziewczynami
Nagroda dodatkowa za upór i determinacje w tworzeniu filmowych widowisk historycznych: Jerzy Hoffman
Nagroda Radia Gdańsk, Złoty Klakier: Pornografia, reż. Jan Jakub Kolski
Nagroda dziennikarzy: Symetria, reż. Konrad Niewolski
Nagroda Feniks Polish Film Promotion – organizatora FPFF w Toronto FENIKS 2003: Symetria, reż. Konrad Niewolski
Nagroda Prezesa Zarządu TVP: Łukasz Barczyk Przemiany
Nagroda specjalna magazynu Tele Tydzień: Ryszard Brylski Żurek
Nagroda Krajowej Rady Radiofonii i Telewizji: Ryszard Brylski Żurek
Nagroda Rady Programowej TVP za realizację misji nadawcy publicznego: Ryszard Brylski Żurek
Nagroda Stowarzyszenia Zagranicznych Organizatorów Polskich Festiwali: Jan Jakub Kolski Pornografia

### Laureaci Konkursu Polskiego Kina Niezależnego
Nagroda Główna dla najlepszego filmu: Dotknij mnie, reż. Ewa Stankiewicz, Anna Jadowska
Wyróżnienie: Motór, reż. Wiesław Paluch

## Jury

### Jury Konkursu Głównego
- Marek Koterski – reżyser (przewodniczący)
- Małgorzata Braszka – kostiumolog
- Witold Adamek – operator, reżyser
- Andrzej Kostenko – reżyser
- Henryk Romanowski – producent
- Piotr Trzaskalski – reżyser
- Artur Żmijewski – aktor

## Filmy Konkursu Głównego
Biała sukienka, reż. Michał Kwieciński
Ciało, reż. Tomasz Konecki i Andrzej Saramonowicz
Jak to się robi z dziewczynami, reż. Przemysław Angerman
Julia wraca do domu, reż. Agnieszka Holland
Koniec wakacji, reż. Marcin Krzyształowicz
Łowcy skór, reż. Rafał M. Lipka
Nienasycenie, reż. Wiktor Grodecki
Pogoda na jutro, reż. Jerzy Stuhr
Pornografia, reż. Jan Jakub Kolski
Powiedz to, Gabi, reż. Roland Rowiński
Przemiany, reż. Łukasz Barczyk
Show, reż. Maciej Ślesicki
Stara baśń. Kiedy słońce było bogiem, reż. Jerzy Hoffman
Sukces, reż. Marek Bukowski
Superprodukcja, reż. Juliusz Machulski
Symetria, reż. Konrad Niewolski
Ubu Król, reż. Piotr Szulkin
Warszawa, reż. Dariusz Gajewski
Zerwany, reż. Jacek Filipiak
Zmruż oczy, reż. Andrzej Jakimowski
Żurek, reż. Ryszard Brylski

### Jury Konkursu Polskiego Kina Niezależnego
- Jerzy Kapuściński (przewodniczący)
- Kinga Lewińska
- Radosław Markiewicz
- Witold Bereś
- Mirosław Przylipiak

## Filmy Konkursu Kina Niezależnego
Apokalipsa cz. 9 i 16
Baśń o ludziach stąd, reż. Władysław Sikora
Bez końca, reż. Paweł Wysoczański
Czarno to widzę, reż. Wawrzyniec Stuoka-Gucewicz
Dotknij mnie, reż. Anna Jadowska i Ewa Stankiewicz
Emulsja, reż. Łukasz Jaworski
Ewa, reż. Mikołaj Talarczyk
Los Chłopacos, reż. Gerwazy Reguła
Motór, reż. Wiesław Paluch
Na jelenie, reż. Renata Borowczak
Opowiadanie, reż. Marcin Pieczonka
Siedem przystanków na drodze do raju, reż. Ryszard Maciej Nyczka
Szymon Python - portret wewnętrzny, reż. Iwona Strzałka
Toaleta nieczynna, reż. Miron Bilski
Ufo, reż. Mateusz Syrek
Wieczór trzeciego króla, reż. Jerzy Moszkowicz
Więzienne bajery
Xero, reż. Maciej Odoliński
Zwierzę powierzchni, reż. Mateusz Dymek

## Filmy pozakonkursowe
Dzień świra, reż. Marek Koterski
Miss mokrego podkoszulka, reż. Witold Adamek
W kogo ja się wrodziłem, reż. Ryszard Bugajski
Wszyscy święci, reż. Andrzej Barański
Biała sukienka, reż. Michał Kwieciński
Zemsta, reż. Andrzej Wajda
Casus Belli, reż. Igor Ugolnikow
Dom wariatów, reż. Marek Koterski
Fucking Åmål, reż. Lukas Moodysson
Katedra, reż. Tomasz Bagiński
Przystanek Woodstock, reż. Jerzy Owsiak i Yach Paszkiewicz
Jeden dzień bliżej kina, reż. Joanna Sokołowska
Pekin, reż. Jan Strękowski
Kocham Cię, reż. Paweł Borowski
Zaginieni, reż. Christoph Hochhäusler
Ostatnia kryjówka, reż. Pierre Koralnik
Anatomia miłości, reż. Roman Załuski
Diabelska edukacja, reż. Janusz Majewski
Thais, reż. Ryszard Ber
Smak życia, reż. Cédric Klapisch
Samotni, reż. David Ondříček
Idioci, reż. Lars von Trier
Zemsta, reż. Antoni Bohdziewicz i Bohdan Korzeniewski
Sanatorium pod Klepsydrą, reż. Wojciech Jerzy Has
Porno, reż. Marek Koterski
Cud purymowy, reż. Izabella Cywińska
Egoiści, reż. Mariusz Treliński
Noc świętego Mikołaja, reż. Janusz Kondratiuk
Żółty szalik, reż. Janusz Morgenstern
Dzieje grzechu, reż. Walerian Borowczyk
Łuk Erosa, reż. Jerzy Domaradzki
Życie wewnętrzne, reż. Marek Koterski
Femina, reż. Piotr Szulkin
In flagranti, reż. Wojciech Biedroń
Nic śmiesznego, reż. Marek Koterski
Ajlawju, reż. Marek Koterski
Córy szczęścia, reż. Márta Mészáros